# إصفهانك سفلي
إصفهانك سفلي (بالإنجليزية: Esfahanak-e Sofla)‏ هي قرية تقع في قسم تشنارود الشمالي الريفي (مقاطعة تشادغان) في إيران. يقدر عدد سكانها بـ 77 نسمة بحسب إحصاء 2016.